# 望月リカ
望月 リカ（もちづき リカ、1994年8月24日 - ）は、東京都出身のタレント。ベイビープロダクション所属、グラビアアイドルユニット「G☆Girls」元メンバー。

## 来歴・人物
2012年までモデル事務所インセントに所属。2年間芸能活動を行っていなかったが2014年に現在の事務所にスカウトされ、2015年から活動を再開した。
趣味はDVD鑑賞、エステ巡り。特技はバスケットボール。犬が好きで、ココアという名のチワワを飼っている。好きな言葉は「全ては時間が解決する」。
- 2009年12月、「別マ☆ガールズオーディション2010」準グランプリ受賞。
- 2010年3月、「ミスマガジン2010」ベスト16に選ばれる[2][3]。
- 2015年7月　光文社の写真週刊誌FLASH発のグラビアアイドルユニットG☆Girlsに加入[4]。
- 2017年3月3日、「FLASHグラビア争奪バトル#8」グランプリ獲得[5]。同日、自身が参加したG☆Girlsの6thシングル「ダイヤモンドラブ （c/w FURACHI）」がリリースされた。11月6日、体調不良によりG☆Girlsを脱退（文書による発表）。当面は芸能活動を休止して療養に専念するとのこと[6]。
- 2018年10月29日、TwitterおよびInstagramにて芸能界からの引退を発表。

## 出演

### イベント
- 「G☆Girls」ライブパフォーマンス
- TOKYO GRAVURE IDOL FESTIVAL 2017（2017年8月4日 – 6日、TOKYO IDOL FESTIVAL 2017　GRAND MARKET）[7]

### TV
- 「東京オーディション（仮）」（2015年6月・11月、TOKYO MX） - 11月はアシスタント
- 「紺野、今から踊るってよ」（2015年8月・2016年2月、テレビ東京）
- 「紺野、日本の絶景で踊るってよ」（2015年12月、テレビ東京）
- 「THE HOUSE second season」（2016年1月、TOKYO MX）
- 「きみだけTV」（2017年3月、TOKYO MX）
- 「今から、西野アナが行きますんで〜孤独な美女を歌で励まします〜」（2017年5月31日、テレビ東京）[8]

### 映画
- マリア様がみてる（2010年） - 小山田みゆき 役

### 雑誌
- 「FLASHダイアモンド 」（2016年4月30日増刊号、光文社）「G☆Girlsが実食!!「水着で汗だくラーメン道」～超実力店６店を直撃～」
- 「FLASH 」1422号（2017年5月23日号、光文社）「FLASHグラビア争奪バトル#8」グランプリ撮り下ろしグラビア
- 「S Cawaii! 」（2017年12月号、主婦の友社）「空前絶後のパーマブーム到来!! パーマ&巻き髪でNEWなヘア探し」ヘアモデル

### Web
- モバイルパジャマdeおジャマ（2010年1月4日 - 、ワニブックス）

### CM
- ベネッセ 進研ゼミ中学講座（2009 - 2010年）

### 広告
- ABCマート（2010年 - ）

## 作品
- DVD 映画「劇場版 マリア様がみてる 」（2011年、リバプール）
- CD G☆Girls「ダイヤモンドラブ （c/w FURACHI）」（2017年3月3日発売、tokyo torico）
- CD G☆Girls「熱っ波っ波 （c/w TOKYOシンデレラ）」（2017年8月23日発売、tokyo torico）